# Mount Gillmor
Mount Gillmor är ett berg i Antarktis. Det ligger i Östantarktis. Australien gör anspråk på området. Toppen på Mount Gillmor är 2 185 meter över havet, eller 553 meter över den omgivande terrängen. Bredden vid basen är 8,5 km.
Terrängen runt Mount Gillmor är huvudsakligen kuperad, men åt nordost är den platt. Trakten är obefolkad. Det finns inga samhällen i närheten.